# Droits de l'homme au Lesotho
La question des droits de l'homme au Lesotho est controversée. Dans son rapport Freedom in the World 2012, Freedom House déclare le pays « partiellement libre ». Selon le Bureau of Democracy, Human Rights, and Labor (Bureau de la démocratie, des droits de l'homme et du travail) des États-Unis, qui produit des rapports annuels sur les droits de l'homme dans le pays, les problèmes les plus urgents en matière de droits de l'homme sont le recours à la torture, les mauvaises conditions de détention et la maltraitance des femmes et des enfants.

## Histoire et situation politique
Le Lesotho est devenu indépendant du Royaume-Uni en 1966. La période jusqu'en 1998 a vu une série d'élections annulées et de coups d'État militaires.
Le graphique suivant montre les notes du Lesotho depuis 1972 dans les rapports Freedom in the World, publiés chaque année par Freedom House. Une note de 1 correspond à « libre » tandis qu'une note de 7 correspond à « non libre ».
| Année | Droits civiques | Libertés publiques | Situation           | Chef du Gouvernement   |
| ----- | --------------- | ------------------ | ------------------- | ---------------------- |
| 1972  | 7               | 4                  | Non libre           | Leabua Jonathan        |
| 1973  | 5               | 3                  | Partiellement libre | Leabua Jonathan        |
| 1974  | 5               | 4                  | Partiellement libre | Leabua Jonathan        |
| 1975  | 5               | 4                  | Partiellement libre | Leabua Jonathan        |
| 1976  | 5               | 4                  | Partiellement libre | Leabua Jonathan        |
| 1977  | 5               | 4                  | Partiellement libre | Leabua Jonathan        |
| 1978  | 5               | 5                  | Partiellement libre | Leabua Jonathan        |
| 1979  | 5               | 5                  | Partiellement libre | Leabua Jonathan        |
| 1980  | 5               | 5                  | Partiellement libre | Leabua Jonathan        |
| 1981  | 5               | 5                  | Partiellement libre | Leabua Jonathan        |
| 1982  | 5               | 5                  | Partiellement libre | Leabua Jonathan        |
| 1983  | 5               | 5                  | Partiellement libre | Leabua Jonathan        |
| 1984  | 5               | 5                  | Partiellement libre | Leabua Jonathan        |
| 1985  | 5               | 5                  | Partiellement libre | Leabua Jonathan        |
| 1986  | 5               | 5                  | Partiellement libre | Leabua Jonathan        |
| 1987  | 5               | 6                  | Partiellement Libre | Justin Lekhanya        |
| 1988  | 6               | 6                  | Non libre           | Justin Lekhanya        |
| 1989  | 6               | 5                  | Non libre           | Justin Lekhanya        |
| 1990  | 6               | 5                  | Non libre           | Justin Lekhanya        |
| 1991  | 6               | 4                  | Partiellement libre | Justin Lekhanya        |
| 1992  | 6               | 4                  | Partiellement libre | Elias Phisoana Ramaema |
| 1993  | 3               | 4                  | Partiellement libre | Elias Phisoana Ramaema |
| 1994  | 4               | 4                  | Partiellement libre | Ntsu Mokhehle          |
| 1995  | 4               | 4                  | Partiellement libre | Ntsu Mokhehle          |
| 1996  | 4               | 4                  | Partiellement libre | Ntsu Mokhehle          |
| 1997  | 4               | 4                  | Partiellement libre | Ntsu Mokhehle          |
| 1998  | 4               | 4                  | Partiellement libre | Ntsu Mokhehle          |
| 1999  | 4               | 4                  | Partiellement libre | Pakalitha Mosisili     |
| 2000  | 4               | 4                  | Partiellement libre | Pakalitha Mosisili     |
| 2001  | 4               | 4                  | Partiellement libre | Pakalitha Mosisili     |
| 2002  | 2               | 3                  | Libre               | Pakalitha Mosisili     |
| 2003  | 2               | 3                  | Libre               | Pakalitha Mosisili     |
| 2004  | 2               | 3                  | Libre               | Pakalitha Mosisili     |
| 2005  | 2               | 3                  | Libre               | Pakalitha Mosisili     |
| 2006  | 2               | 3                  | Libre               | Pakalitha Mosisili     |
| 2007  | 2               | 3                  | Libre               | Pakalitha Mosisili     |
| 2008  | 2               | 3                  | Libre               | Pakalitha Mosisili     |
| 2009  | 3               | 3                  | Partiellement Libre | Pakalitha Mosisili     |
| 2010  | 3               | 3                  | Partiellement libre | Pakalitha Mosisili     |
| 2011  | 3               | 3                  | Partiellement libre | Pakalitha Mosisili     |

Le début des années 1970 assiste à la détention de réfugiés politiques membres du Congrès panafricaniste d'Azania - un groupe dissident du Congrès national africain - d'Afrique du Sud. Ntsu Mokhehle, le chef du Parti du Congrès du Basutoland (BCP), a également été détenu en tant que prisonnier politique. Une visite de Joan Lestor, membre du Parlement britannique, au nom d'Amnesty International, révèle que 90 à 100 membres du BCP étaient détenus. La plupart sont libérés en janvier 1972. Le 6 janvier 1974, cependant, 20 autres membres ont été arrêtés et après des attaques de gangs armés contre des postes de police auxiliaires le lendemain, de nouvelles arrestations ont été effectuées, portant le total à plus de 170 détenus. En plus de cela, le BCP avait affirmé que plus de 80 personnes avaient été tuées par le gouvernement en représailles. Beaucoup de personnes arrêtées ont été accusées de trahison. En 1978, neuf membres du BCP étaient toujours détenus à la prison centrale de Maseru.
Après des affrontements et des attentats à la bombe en mai 1979, la situation redevient tendue entre le BCP et le Parti national basotho alors au pouvoir. Après que le ministre en chef Lepatoa Mou est assassiné par des insurgés, l'unité mobile de police (PMU) a lancé des attaques de représailles, agressant et tuant des civils dans le district de Butha-Buthe. En conséquence, à la fin de l'année 1979, plus de 600 personnes avaient fui vers l'Afrique du Sud. Ces réfugiés politiques ont affirmé qu'au moins cinquante partisans présumés des insurgés avaient été tués par le gouvernement. L'année 1980 a connu, quant à elle, de nombreuses arrestations politiques, y compris d'au moins quatre professeurs de l'université nationale du Lesotho.
Une autre série d'explosions se produit en 1981, dont une à l'aéroport international de Maseru, et ont été attribués à l'aile militariste interdite du BCP, l'Armée de libération du Lesotho (LLA). En représailles, la PMU aurait fait irruption au domicile de Benjamin Masilo, président du Conseil chrétien du Lesotho qui échappe de peu à la mort et s'enfuit à l'étranger. Son petit-fils est cependant tué lors de l'intervention. Le PMU a ensuite enlevé et tué Edgar Motuba, rédacteur en chef de l'hebdomadaire Leselinyana la Lesotho et critique virulent du gouvernement. Il est retrouvé gisant avec les cadavres de deux amis. Une visite d'Amnesty International à la fin de cette année a révélé que d'autres citoyens avaient été tués. En 1982, des rapports sont publiés concernant des tortures opérées contre des détenus politiques et l'émergence d'un nouvel escadron de la mort politique, connu sous le nom de Koeeoko. En décembre de cette année-là, les forces de défense sud-africaines sont entrées de nuit dans Maseru et ont tué de nombreux responsables du Congrès national africain, ainsi que douze citoyens du Lesotho. Au moins quarante exécutions extrajudiciaires auraient été commises, et la plupart visaient des personnes non armées. Le gouvernement, préoccupé par d'éventuelles nouvelles attaques des Sud-Africains, a commencé à transporter par avion des réfugiés vers le Mozambique. Des informations faisant état de tortures et d'arrestations arbitraires ont continué à se répandre vers le monde extérieur au cours des deux années suivantes.
Après que les élections législatives de 1998 aient donné au Congrès du Lesotho pour la démocratie 79 sièges sur 80 avec seulement 60,5 % des voix, de violentes manifestations ont éclaté et la Communauté de développement de l'Afrique australe est intervenue militairement. Une autorité politique intérimaire a alors été mise en place et a introduit un système de représentation proportionnelle mixte qui est utilisé pour la première fois lors des élections de 2002.
Les troubles politiques se poursuivent dans la décennie suivante. En mai 2011, éclatent des protestations et des grèves de masse contre la mauvaise situation économique du pays.

## Problèmes actuels

### Droits des minorités et des femmes

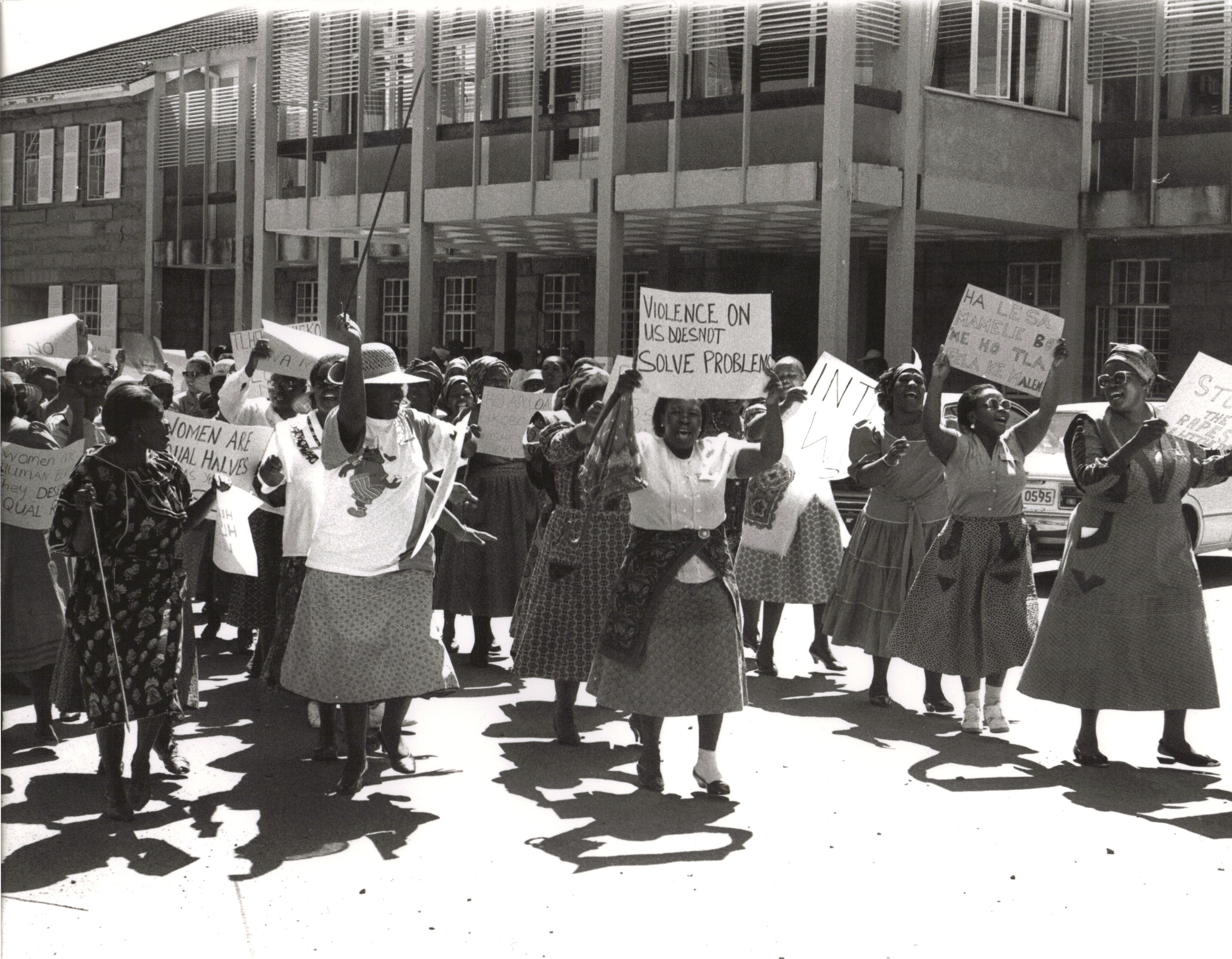
Des femmes du Lesotho protestent contre la violence à l'égard des femmes lors de la Journée nationale de la femme, à l'université nationale du Lesotho.

Les droits des personnes vivant avec le VIH/SIDA sont protégés par la loi. Le Lesotho Network of People Living with HIV/AIDS affirme que si la discrimination existe, celle-ci actuellement en déclin. Actuellement, sur les 120 sièges de l'Assemblée nationale, 29 sont occupés par des femmes, dont celui de présidente. Sur les 19 ministres que composent le gouvernement, sept sont des femmes. Elles représentant également sept des 33 sièges du Sénat. Enfin, la moitié des dix juges de la Haute Cour sont des femmes.
Une loi sur la sodomie existe mais ne serait pas appliquée. L'homosexualité est considérée comme tabou, mais un groupe de soutien LGBT, Matrix, opérerait librement dans tout le pays.
Le travail des enfants est répandu.

### Liberté de culte
La liberté de culte est respectée dans cette nation à prédominance chrétienne.

### Liberté d'expression
La liberté d'expression est protégée par la Constitution.

#### Médias et censure
Les journaux indépendants et les stations de radio peuvent librement critiquer le gouvernement sans répercussions. Cependant, le gouvernement contrôle sa plus grande station de radio et sa seule station de télévision. De plus, l'État a interrompu les transmissions de quatre stations de radio privées rendant compte des manifestations de masse en août 2011 ; cela a ensuite été imputé à une erreur technique.
L'autocensure est un phénomène régulier en raison de poursuites occasionnelles en diffamation intentées par des ministres du gouvernement. Il n'existe aucun signalement de censure gouvernementale opérée sur internet.

### Système légal
Il n'y a pas eu de signalements récents concernant des arrestations arbitraires ou des disparitions politiques.

#### Torture
Bien que la Constitution interdise l'utilisation de la torture, des rapports sur son utilisation continuent de faire surface. Au moins trois prisonniers sont morts en garde à vue en 2011. Le 3 mars 2011, l'épouse de Tseliso Thatjane, de Lithoteng, qui aurait volé une télévision et un lecteur DVD, a été arrêtée et informée qu'elle ne serait libérée qu'après sa reddition. Après s'être rendu, il aurait été battu avec un gourdin et étouffé avec un sac en plastique. Un pot-de-vin de 500 maloti a été payé pour sa libération.

#### Conditions carcérales
La prison centrale de Maseru connaîtrait des pénuries alimentaires. Le viol en prison par des gangs serait répandu et, en raison du taux élevé de VIH/SIDA dans le pays, considéré comme particulièrement dangereux. Selon le Service correctionnel du Lesotho, 60 % des femmes détenues sont séropositives.

## Traités internationaux
Les positions du Lesotho sur les traités internationaux relatifs aux droits de l'homme sont les suivantes (en vert, les traités ratifiés ; en orange, les traités signés mais non ratifiés ; en violet, les traités ni signés ni ratifiés) :
| Traité | Organisation  | Présenté | Signé | Ratifié |
| --- | ------------- | -------- | ----- | ------- |
| Convention pour la prévention et la répression du crime de génocide                                                                          | Nations unies | 1948     | -     | 1974    |
| Convention international sur l'élimination de toutes les formes de discrimination raciale                                                    | Nations unies | 1966     | -     | 1971    |
| Pacte international relatif aux droits économiques, sociaux et culturels                                                                     | Nations unies | 1966     | -     | 1992    |
| Pacte international relatif aux droits civils et politiques                                                                                  | Nations unies | 1966     | -     | 1992    |
| Premier protocole facultatif au Pacte international relatif aux droits civils et politiques                                                  | Nations unies | 1966     | -     | 2000    |
| Convention sur l'imprescripibilité des crimes de guerre et des crimes contre l'humanité                                                      | Nations unies | 1968     | -     | -       |
| Convention intenationale sur l'élimination et la répression des crimes d'apartheid                                                           | Nations unies | 1973     | -     | 1983    |
| Convention sur l'élimination de toutes les formes de discrimination à l'égard des femmes                                                     | Nations unies | 1979     | 1980  | 1995    |
| Convention contre la torture et autres peines ou traitements cruels, inhumains ou dégradants                                                 | Nations unies | 1984     | -     | 2001    |
| Convention relative aux droits de l'enfant                                                                                                   | Nations unies | 1989     | 1990  | 1992    |
| Deuxième protocole facultatif se rapportant au Pacte international relatif aux droits civils et politiques, visant à abolir la peine de mort | Nations unies | 1989     | -     | -       |
| Convention internationale sur la protection des droits de tous les travailleurs migrants et des membres de leur famille                      | Nations unies | 1990     | 2004  | 2005    |
| Protocole facultatif à la Convention sur l'élimination de toutes les formes de discrimination à l'égard des femmes                           | Nations unies | 1999     | 2000  | 2004    |
| Protocole facultatif à la Convention relative aux droits de l'enfant, concernant l'implication d'enfants dans les conflits armés             | Nations unies | 2000     | 2000  | 2003    |
| Proocole facultatif sur la vente d'enfants, la prostitution des enfants et la pornographie mettant en scène des enfants                      | Nations unies | 2000     | 2000  | 2003    |
| Convention relative aux droits des personnes handicapées                                                                                     | Nations unies | 2006     | -     | 2008    |
| Protocole facultatif à la Convention relative aux droits des personnes handicapées                                                           | Nations unies | 2006     | -     | -       |
| Convention internationale pour la protection de toutes les personnes contre les disparitions forcées                                         | Nations unies | 2006     | 2010  | -       |
| Protocole facultatif au Pacte international relatif aux droits économiques, sociaux et culturels                                             | Nations unies | 2008     | -     | -       |
| Protocole facultatif à la Convention relative aux droits de l'enfant sur une procédure de communication                                      | Nations unies | 2011     | -     | -       |